# NGC 2764
NGC 2764 este o galaxie lenticulară situată în constelația Racul. A fost descoperită în 16 noiembrie 1784 de către William Herschel. Se află la o distanță de 39,6 de megaparseci de Pământ.